# Ramaricium alboflavescens
Ramaricium alboflavescens är en svampart som först beskrevs av Ellis & Everh., och fick sitt nu gällande namn av Ginns 1979. Ramaricium alboflavescens ingår i släktet Ramaricium och familjen Gomphaceae.   Inga underarter finns listade i Catalogue of Life.